# Linea Keihan Nakanoshima
La  Linea Keihan Nakanoshima (京阪中之島線?, Keihan Hon-sen) è una breve diramazione urbana delle Ferrovie Keihan della linea principale Keihan situata nel centro della città di Osaka. Tutti i treni della linea, presso la stazione di Temmabashi si immettono sulla linea principale e procedono verso Kyoto. Sulla porzione di questa linea, tutti i tipi di treni fermano a tutte le stazioni.

## Storia
Il 10 luglio 2001 venne fondata la società Ferrovia ad alta velocità di Nakanoshima, e il 28 maggio 2003 venne posata la prima pietra. Nel novembre 2006 fu annunciato il nuovo nome della linea e delle stazioni, e il 31 ottobre 2007 il tunnel principale venne completato. Dal primo agosto a ottobre furono effettuati i test di linea, che fu inaugurata il 19 ottobre 2008.

## Stazioni e servizi
Dati del 28 maggio 2011

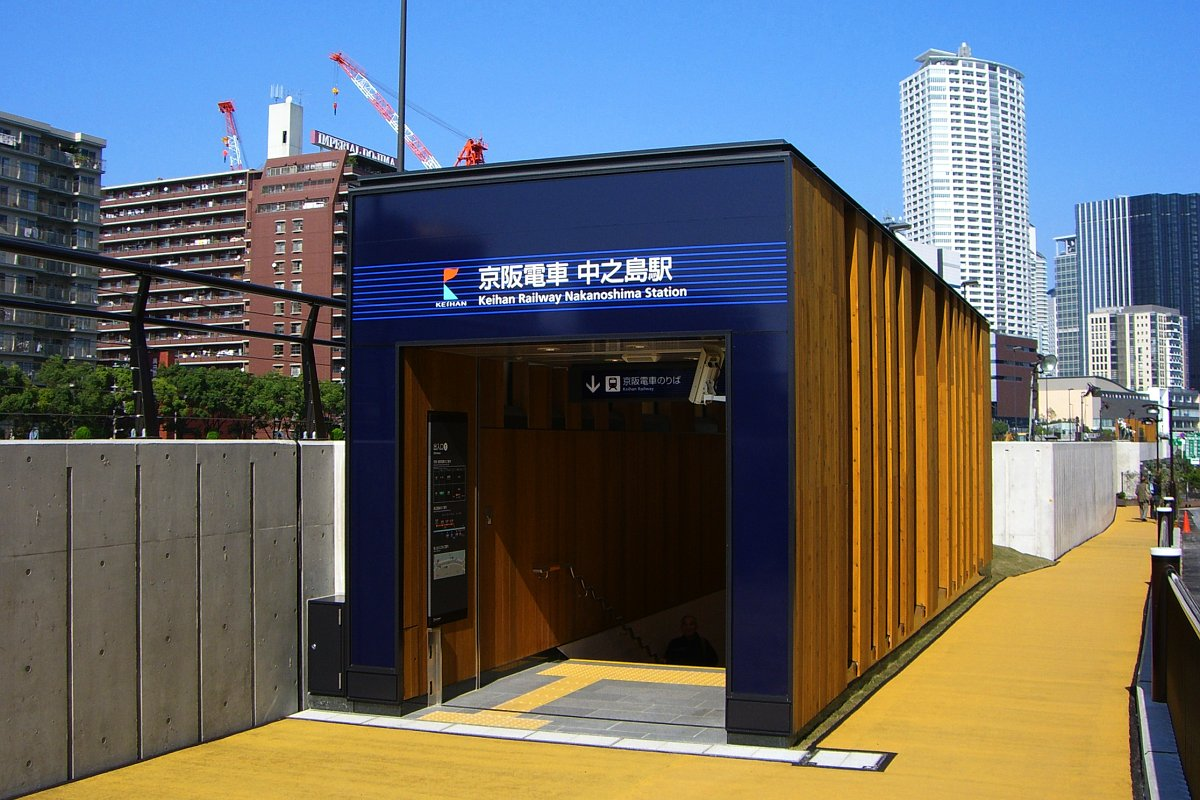
Le stazioni della linea sono molto curate nel design, in particolare con diversi inserti in legno

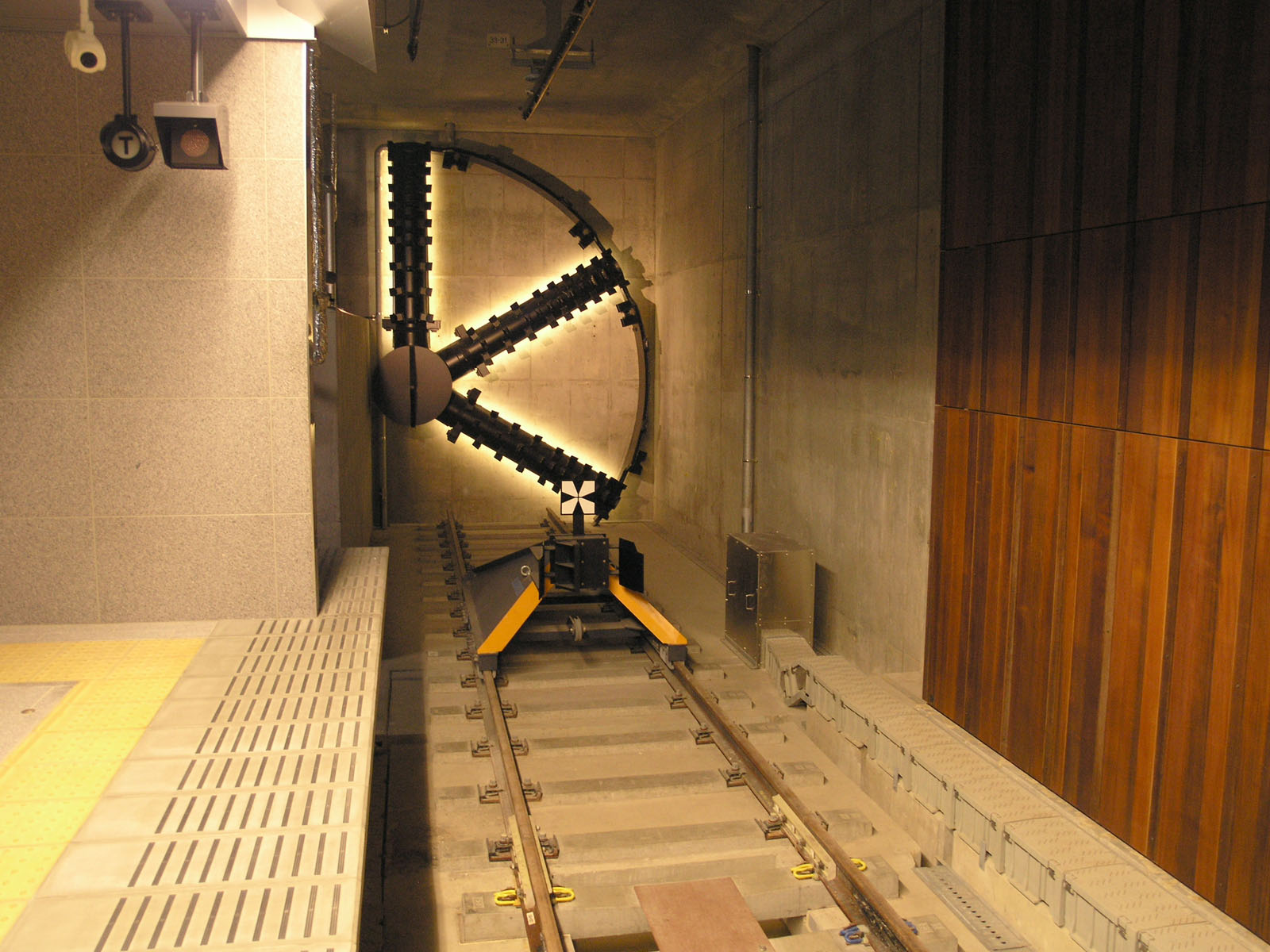
Il binario tronco al termine della linea

Sulla linea Nakanoshima tutti i treni fermano a tutte le stazioni; la differenziazione delle fermate avviene sulla linea Keihan principale a cui si rimanda.
- Locale (普通?): Nakanoshima - Kayashima, Demachiyanagi
- Semi-Espresso (区間急行?): Nakanoshima - Kayashima, Hirakatashi / Kuzuha → Nakanoshima (solo ora di punta)
- Subespresso (準急?): Nakanoshima - Demachiyanagi
- Subespresso Pendolari (通勤準急?): (solo la mattina dei giorni feriali)
- Espresso Rapido (快速急行?): (solo ora di punta)
- Espresso Rapido Pendolari (通勤快急?): da Demachiyanagi a Nakanoshima (solo la mattina dei giorni feriali)

### Schema fermate
| Stazione      | Giapponese | Distanza tra le stazioni | Distanza totale | Collegamenti                                                             | Posizione |
| ------------- | ---------- | ------------------------ | --------------- | ------------------------------------------------------------------------ | --------- |
| Nakanoshima   | 中之島     | -                        | 0.0             |                                                                          | Kita-ku   |
| Watanabebashi | 渡辺橋     | 0.9                      | 0.9             | Linea Yotsubashi (Higobashi: Y12)                                        | Kita-ku   |
| Ōebashi       | 大江橋     | 0.5                      | 1.4             | Linea Keihan principale (Yodoyabashi) Linea Midōsuji (Yodoyabashi: M17） | Kita-ku   |
| Naniwabashi   | なにわ橋   | 0.6                      | 2.0             | Linea Keihan principale (Kitahama) Linea Sakaisuji (Kitahama: K14）      | Kita-ku   |
| Temmabashi    | 天満橋     | 1.0                      | 3.0             | Linea Keihan principale (servizio diretto) Linea Tanimachi (T22)         | Chūō-ku   |